# Sofortige Vollziehung
Sofortige Vollziehung bezeichnet im deutschen Verwaltungsrecht die Vollziehung (Vollstreckung oder sonstige Umsetzung) eines Verwaltungsakts mit belastendem, feststellendem oder rechtsgestaltendem Inhalt vor dessen Unanfechtbarkeit (sog. Bestandskraft).
Die sofortige Vollziehung darf keinesfalls mit dem Sofortvollzug gleichgesetzt werden.
Zum Sofortvollzug vergleiche beispielsweise § 6 Abs. 2 Verwaltungs-Vollstreckungsgesetz.
Grundsätzlich darf ein Verwaltungsakt mit einem solchen Inhalt nur dann vollzogen werden, wenn er unanfechtbar ist. Anfechtbar ist ein Verwaltungsakt, so lange er mit Widerspruch und – nach Zurückweisung des Widerspruchs – durch Anfechtungsklage (vgl. § 69, § 70, § 74 VwGO) angegriffen werden kann. Bis zur Unanfechtbarkeit des Verwaltungsakts ist der Betroffene im Regelfall vor einer Vollziehung des Verwaltungsakts durch die aufschiebende Wirkung von Widerspruch und Anfechtungsklage (§ 80 Abs. 1 VwGO) geschützt.
Gleiches gilt für begünstigende Verwaltungsakte, die einen Dritten belasten (Verwaltungsakte mit Doppelwirkung), z. B. eine Baugenehmigung, die von gesetzlich geregelten Mindestabständen zum Nachbargrundstück befreit. Wird von dem Dritten (im Beispielsfall dem Nachbarn) gegen den begünstigenden Verwaltungsakt (die Baugenehmigung) Widerspruch eingelegt und ggf. im Anschluss daran Anfechtungsklage erhoben, darf von dem Verwaltungsakt (der Baugenehmigung) einstweilen kein Gebrauch gemacht werden.
Die aufschiebende Wirkung von Widerspruch und Anfechtungsklage ist von dem Bundesgesetzgeber in folgenden Fällen (§ 80 Abs. 2 Satz 1 Nr. 1 bis 3 VwGO) generell beseitigt worden, um im öffentlichen Interesse eine umgehende Durchsetzung zu gewährleisten:
- bei der Anforderung von öffentlichen Abgaben und Kosten (z. B. Erschließungsbeitrag, auch bei kommunalen Steuern)

- bei unaufschiebbaren Anordnungen und Maßnahmen von Polizeivollzugsbeamten (hierzu zählen auch Verkehrszeichen)

- in anderen durch Bundesgesetz oder für Landesrecht durch Landesgesetz vorgeschriebenen Fällen, insbesondere für Widersprüche und Klagen Dritter gegen Verwaltungsakte, die Investitionen oder die Schaffung von Arbeitsplätzen betreffen

- bei Maßnahmen zur Vollstreckung von Bundesgesetzen durch Landesbehörden (z. B. Festsetzung eines Zwangsgeldes), wenn durch den Landesgesetzgeber vorgesehen (§ 80 Abs. 2 Satz 2 VwGO).

In der Praxis von besonderer Bedeutung ist die den Behörden durch § 80 Abs. 2 Satz 1 Nr. 4 VwGO eingeräumte Befugnis, bei öffentlichem Interesse (z. B. Passanten werden durch einen morschen Baum, der umzustürzen droht, gefährdet) oder im überwiegenden Interesse eines Beteiligten (z. B. Mitbewerber um einen Dienstposten, Begünstigter eines den Widerspruchsführer bzw. Kläger belastenden Verwaltungsakts) die sofortige Vollziehung anzuordnen. Diese Anordnung kann auch noch im Widerspruchsverfahren durch die Widerspruchsbehörde erfolgen. Die sofortige Vollziehung bedarf in diesem Fall einer besonderen Begründung (§ 80 Abs. 3 VwGO). In dieser ist die besondere Dringlichkeit, d. h. das Bedürfnis, den Verwaltungsakt schon vor Unanfechtbarkeit vollziehen zu müssen, darzulegen.
Ist der Verwaltungsakt kraft Gesetzes oder durch behördliche Anordnung sofort vollziehbar, kann die Behörde, die den Verwaltungsakt erlassen hat, oder die Widerspruchsbehörde die Vollziehung aussetzen (§ 80 Abs. 4 VwGO).
Der Belastete kann auch bei dem Gericht, das über die Anfechtungsklage zu entscheiden hat oder zu entscheiden hätte (Gericht der Hauptsache) um die Gewährung vorläufigen Rechtsschutzes nachsuchen. Bei vielen größeren Verfahren (z. B. Planfeststellungsverfahren) verlagert sich damit der Rechtsstreit immer mehr in den Bereich des vorläufigen Rechtsschutzes, da die bis Ausgang des Verfahrens in der sofortigen Vollziehung geschaffenen Tatsachen diesen Ausgang beeinflussen oder für die Betroffenen oft irrelevant machen.